# St. Petrus (Weidenbach)

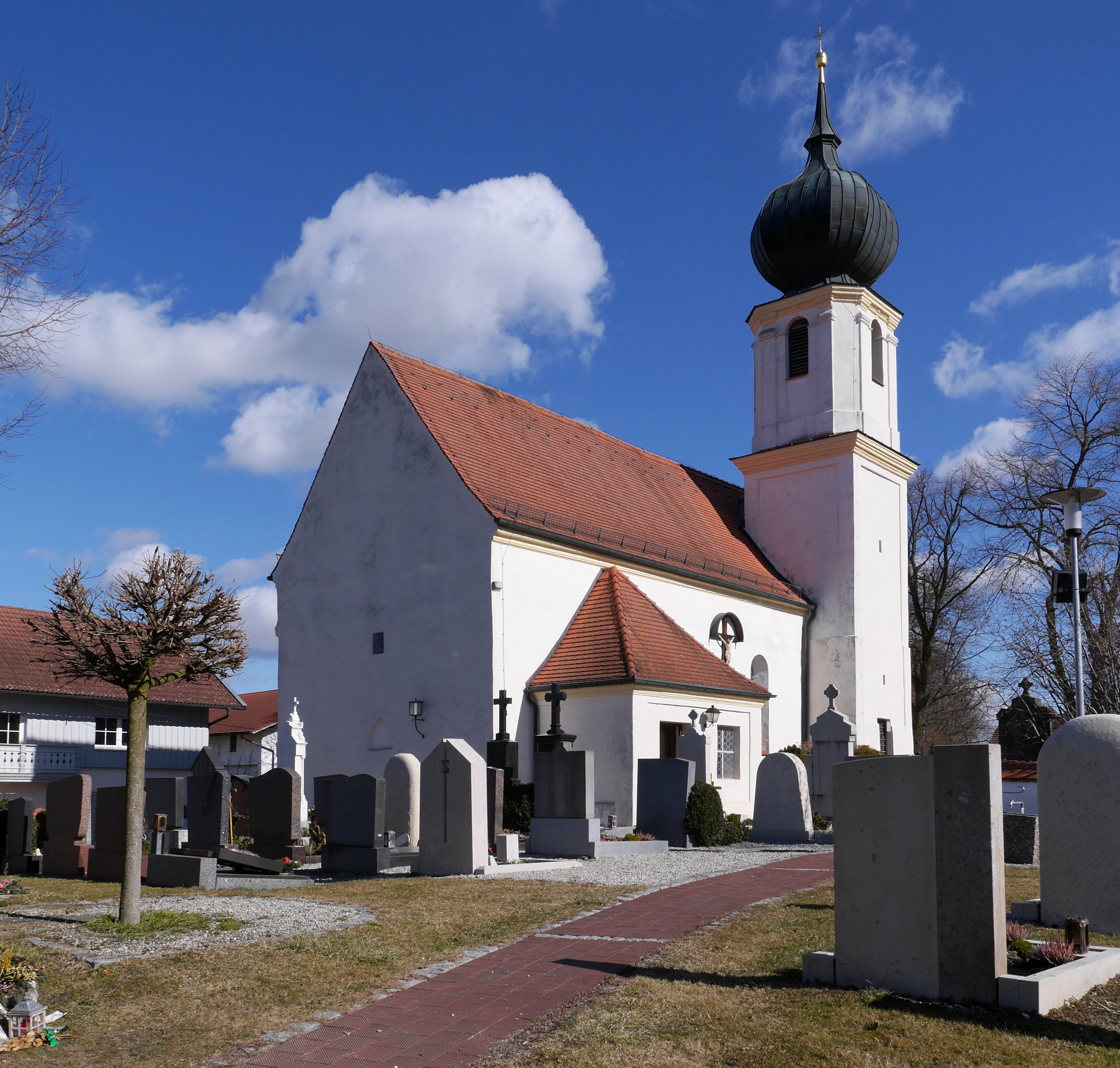
St. Petrus in Weidenbach

Innenraum

Die römisch-katholische Filialkirche St. Petrus steht in Weidenbach, einem Gemeindeteil von Heldenstein im oberbayerischen Landkreis Mühldorf am Inn. Sie ist in der Liste der Baudenkmäler in Heldenstein unter der Nummer D-1-83-120-23 eingetragen. Die Kirche gehört zum Dekanat Mühldorf im Erzbistum München und Freising.

## Beschreibung
Die spätgotische Saalkirche wurde im 14. Jahrhundert erbaut. Sie besteht aus dem Langhaus zu drei Jochen, dem eingezogenen, dreiseitig geschlossenen Chor zu zwei Jochen im Osten und dem Chorflankenturm mit Zwiebelhaube an der Südwand des Chors. 
Im obersten Geschoss des Turms hängen zwei Glocken. Die größere der beiden mit einem Durchmesser von 89 Zentimetern und dem Schlagton a′ goss 1950 Karl Czudnochowsky in Erding. Gießer der kleinen Glocke mit 79,5 Zentimeter Durchmesser und Schlagton c″ war Christoph Ferdinand Hueber aus Landshut im Jahr 1685.
Ein Vorbau an der Südwand des Langhauses führt zum Portal.
Das Langhaus ist mit einem Kreuzgratgewölbe überspannt. Die drei Altäre vom Ende des 17. Jahrhunderts wurden 1785 ergänzt.